# Dunnia sinensis
Dunnia sinensis là một loài thực vật có hoa trong họ Thiến thảo. Loài này được Tutcher mô tả khoa học đầu tiên năm 1905.